# Jarosław Guzy
Jarosław Władysław Guzy (ur. 31 grudnia 1955 w Krakowie) – polski polityk, działacz NZS, przedsiębiorca, ambasador na Ukrainie (od 2023).

## Życiorys
W latach 1975–1981 studiował socjologię oraz od 1980 do 1981 historię na Uniwersytecie Jagiellońskim. Współpracował ze Studenckim Komitetem Solidarności (SKS). Od 1980 w Niezależnym Zrzeszeniu Studentów. Był członkiem Komisji Uczelnianej NZS UW, od 1981 Ogólnopolskiego Komitetu Założycielskiego. W kwietniu 1981 na I Ogólnopolskim Zjeździe NZS w Krakowie wybrany został przewodniczącym Krajowej Komisji koordynacyjnej NZS.
W czasie stanu wojennego był przez rok internowany, przebywał na Białołęce, następnie w Darłówku.
Po wyjściu na wolność był wraz z żoną, Agnieszką Romaszewską, pod stałą obserwacją Służby Bezpieczeństwa. W latach 1988–1991 przebywał w Stanach Zjednoczonych, studiował na Uniwersytecie Yale, odbył staż w Kongresie.
W 1992 doradca ministra obrony narodowej; członek Ruchu dla Rzeczypospolitej (1992–1993). W latach 1996–1999 prezes, od 1999 członek Rady Polskiego Klubu Atlantyckiego. Od 1996 członek Rady ds. Współpracy z Regionem Azji i Pacyfiku.
W latach 1993–1994 w GJW/Prasa i Film Partnership, od 1994 samodzielny przedsiębiorca w firmie Smart założonej wspólnie z Marcinem Bochenkiem – public & government relations, od 2000 także w Smart Pictures sp. z o.o. W 1996 prezes Polskiej Federacji Niezależnych Przedsiębiorców. W następnych latach kolejno: doradca prezesa PZU do spraw inwestycji zagranicznych, zajmował się między innymi inwestycjami PZU na Litwie i Ukrainie, w latach 2003–2007 prezes, a potem członek zarządu spółki będącej własnością Miasta Stołecznego Warszawy – Wars Holding, zajmującej się projektem rewitalizacyjnym Pragi. Potem członek zarządu spółki Warszawski Park Technologiczny.
Pracował w grupie BZU, Polskich Sieciach Elektroenergetycznych SA (grupa kapitałowa PGE), PGNiG, Termika SA. W latach 2014–2017 był szefem zespołu doradców w Narodowym Centrum Kryptologii.
19 października 2023 (okres drugiego rządu Mateusza Morawieckiego) został mianowany ambasadorem na Ukrainie. Misję rozpoczął 14 grudnia 2023. Odwołany z placówki w 2024.
Członek Stowarzyszenia Wolnego Słowa.

## Odznaczenia
- Krzyż Komandorski Orderu Odrodzenia Polski – 2025[5][6]
- Krzyż Kawalerski Orderu Odrodzenia Polski – 2007[7]
- Krzyż Wolności i Solidarności – 2017[8][9]